# Praha-Hloubětín (železniční zastávka)
Praha-Hloubětín byla železniční zastávka v Praze, na katastrálním území Hloubětín. Byla zprovozněna na železniční trati Praha – Kolín dne 1. května 1882. Nacházela se u jižního konce ulice U Elektry, nedaleko dnešního podchodu spojujícího tuto ulici s ulicí Mezitraťovou na druhé straně tratě a za tratí do Prahy-Malešic (leží již v katastrálním území Hrdlořezy).
Během rozšiřování nádraží Praha-Libeň, kdy jeho odbavovací budova i nástupiště byly posunuty směrem k Hloubětínu, byla zastávka v roce 1976 zrušena. Pozůstatkem připomínajícím někdejší zastávku je drážní domek.
V roce 1965 se zde stala železniční nehoda, jedna z nejtragičtějších na českém území. Při strážce nákladního vlaku s osobním zahynulo 13 lidí a dalších 66 bylo zraněno.